# Famille Branicki Gryf
Pour les articles homonymes, voir Branicki.
Ne doit pas être confondu avec Branicki Korczak.

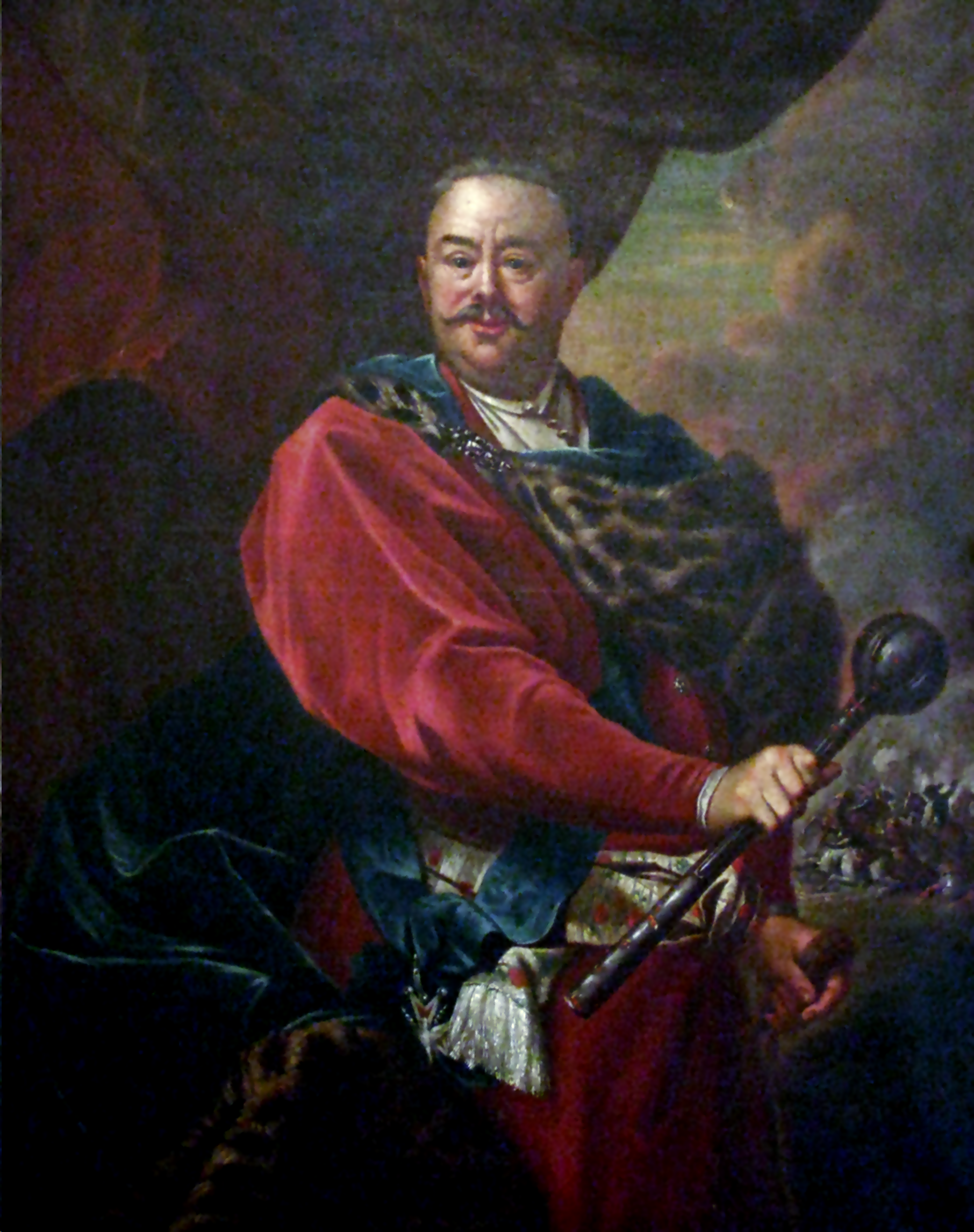
Jan Klemens Branicki

La famille Branicki (armoiries Gryf) (pour les femmes : « Branicka » ; au pluriel, en polonais : Braniccy) est une famille de la noblesse du royaume de Pologne, puis de la république des Deux Nations.
Elle s'éteint en 1771 avec son dernier représentant, Jan Klemens Branicki, hetman de la Couronne de 1736 à 1752 et grand hetman de 1752 à 1771.

## Généalogie de Jan Klemens Branicki (1689-1771)
- Grzegorz Branicki (vers 1534−1595)
  - Anna Branicka (1567-1639), fille de Grzegorz Branicki
  - Jan Branicki (vers 1568−1612), fils de Grzegorz Branicki
  - Stanisław Branicki (vers 1574-1620), fils de Grzegorz Branicki
    - Jan Klemens Branicki (pl) (vers 1600-1657), fils de Stanisław Branicki
      - Jan Klemens Branicki (pl) (vers 1624−1673), fils de Jan Klemens Branicki
        - Stefan Mikołaj Branicki (pl) (ca.1650–1709), fils de Jan Klemens Branicki
          - Jan Klemens Branicki (1689–1771), fils de Stefan Mikołaj Branicki

## Pour approfondir